# بالاوه
بالاوه شهری در شهرستان بالاوه در استان بانوا در بورکینافاسوی غربی است و جمعیت آن ۴۷۰۰ نفر است.